# Lejonhybrid
Lejonhybrid kallas avkomman till ett lejon och ett annat stort kattdjur. Under 1800-talet och i början av 1900-talet var det populärt i museer, zoologiska parker och på cirkusar att visa upp nya exotiska arter. En del djurparker fördömer hybrider då man vill undvika tämjningsfaktorn och djuren ska förbli "vilda" även i fångenskap.

## Jaguon och lejuar
Jaguon är avkomman till jaguarhane och en lejoninna. Den 9 april 2006 föddes två jaguoner i Bear Creek, Kanada. Diablo, en svart jaguar, och en lejoninna som heter Lola hade blivit handmatade tillsammans och var oskiljaktiga. Det resulterade i en hane, Tsunami, och en hona, Jahzara. Jaguon får ofta lejonets storlek och jaguarens fläckar. Jaguon kallas också för jaglejon.
Lejuar är avkomman till en lejonhane och en jaguarhona.

## Leopon och lejpard
Leopon är resultatet av en leopardhane och en lejonhona. De har huvud som liknar lejonets, medan resten av kroppen liknar leopardens.
Lejpard är en leopon fast där är förhållandet omvänt med en lejonhane och en leopardhona. Avel mellan en lejonhane och en leopardhona är mycket svårt med tanke på att ett lejon kan väga upp mot 250 kilo och en leopard har en vikt på cirka 40 kilo. Dräktighetstiden varar mellan 92 och 93 dagar.

## Liger och tigon

En ligerhona och ligerhane i en djurpark i Sydkorea.

Tiger–lejon-hybrider förekommer inte i det vilda eftersom tigrar och lejon har olika beteenden och lever under skilda förhållanden. 

### Liger
Liger, också känd som lejon–tiger-mula, är resultatet av korsningen emellan en lejonhane och en tigerhona. Till utseendet liknar de stora lejon med svaga ränder, vissa hanar kan få en gles man. Ligern har en livslängd på cirka 20 år. Födseln kan vara problematisk för tigerhonan då en ligerunge är betydligt större än en tigerunge och därför krävs ofta kejsarsnitt vid förlossningen. Ofta har ligern även problem med fortplantningen. Anledningen till att en liger blir så stor är att generna som styr och bromsar växten finns hos lejonhonan och tigerhanen. Ligern har därför inga gener som begränsar och håller tillbaka tillväxten på kroppen. De största ligrarna blir omkring tre och en halv meter långa och väger drygt 400 kg. Den största kända ligern nådde en vikt på 410 kg.

### Tigon
Tigon är resultatet av en tigerhane och en lejonhona. Den är inte lika vanlig som ligern. På grund av kombinerad genetik är en vuxen tigon mindre än både tiger och lejon.

## Liliger
2012 föddes för första gången en korsning mellan en ligerhona och en lejonhane på en djurpark i Ryssland, en korsning som kallas för en liliger. Ungen var en hona som fick namnet Kiara.

## Fertilitet och avel
Hanarna är i allmänhet sterila medan honorna är fertila. De kan bli parade med någon av sina föräldrars art eller någon annan stor katt. Numera sker nästan ingen avel för att skapa hybrider eftersom de flesta stora kattdjuren är utrotningshotade. Det enda undantaget är ligrar.